# Медоу (Юта)
Медоу (англ. Meadow) — місто (англ. town) в США, в окрузі Міллард штату Юта. Населення — 320 осіб (2020).

## Географія
Медоу розташований за координатами 38°53′11″ пн. ш. 112°24′26″ зх. д. / 38.88639° пн. ш. 112.40722° зх. д. (38.886309, -112.407202).  За даними Бюро перепису населення США в 2010 році місто мало площу 1,31 км², уся площа — суходіл.

## Демографія
Згідно з переписом 2010 року, у місті мешкало 310 осіб у 116 домогосподарствах у складі 86 родин. Густота населення становила 236 осіб/км².  Було 142 помешкання (108/км²).
Расовий склад населення:
| - 96,5 % — білих - 1,0 % — азіатів - 0,6 % — корінних американців - 1,6 % — осіб інших рас |

До двох чи більше рас належало 0,3 %. Частка іспаномовних становила 1,9 % від усіх жителів.
За віковим діапазоном населення розподілялося таким чином: 31,0 % — особи молодші 18 років, 49,3 % — особи у віці 18—64 років, 19,7 % — особи у віці 65 років та старші. Медіана віку мешканця становила 39,3 року. На 100 осіб жіночої статі у місті припадало 106,7 чоловіків;  на 100 жінок у віці від 18 років та старших — 98,1 чоловіків також старших 18 років.
Середній дохід на одне домашнє господарство  становив 62 019 доларів США (медіана — 56 786), а середній дохід на одну сім'ю — 64 857 доларів (медіана — 57 321). За межею бідності перебувало 2,0 % осіб, у тому числі 0,0 % дітей у віці до 18 років та 1,9 % осіб у віці 65 років та старших.
Цивільне працевлаштоване населення становило 144 особи. Основні галузі зайнятості: освіта, охорона здоров'я та соціальна допомога — 17,4 %, сільське господарство, лісництво, риболовля — 14,6 %, мистецтво, розваги та відпочинок — 13,2 %, транспорт — 12,5 %.